# 大谷有花
大谷 有花（おおたに ゆうか、1977年 - ）は、神奈川県相模原市出身の画家教育者。
2001年 多摩美術大学美術学部絵画学科油画専攻を卒業、2003年 多摩美術大学大学院美術研究科絵画専攻を修了。
同年、VOCA展2003（上野の森美術館）で、VOCA奨励賞を受賞。ギャラリー、美術館などで展覧会多数。
2010年 毎日新聞社主催「第二回 絹谷幸二賞」において、絹谷幸二賞を受賞。
2009年より、神奈川県相模原市のシティセールスサポーターとしても活動する。
秋田公立美術大学ビジュアルアーツ専攻准教授。
作品は、主に油彩画が中心で、「ウサギねずみ」シリーズや「キミドリの部屋」シリーズ、「ライフ」シリーズなどがある。

## 経歴
- 1977年 - 神奈川県相模原市に生まれる
- 2001年 - 多摩美術大学 美術学部絵画学科油画専攻 卒業
- 2003年 - 多摩美術大学大学院 美術研究科絵画専攻 修了

### 個展
- 2001年 - キミドリの部屋 Green room （ギャラリー手 / 東京・京橋）
- 2002年 - カサハラ画廊 （東京・京橋）
- 2003年 - キミドリの部屋 （府中市美術館市民ギャラリー） 「公開制作 17」の関連企画
- 2004年 - relax （GALLERY MoMo / 東京・六本木）
- 2004年 - 対話のかたち （ギャラリーほそかわ / 大阪・北浜）
- 2005年 - Mindscape （GALLERY MoMo / 東京・六本木）
- 2005年 - with （工房IKUKO / 岡山県・倉敷市）
- 2005年 - PAINTINGS 2000-2005 （第一生命ギャラリー / 東京・有楽町）
- 2006年 - fair （GALLERY MoMo / 東京・六本木）
- 2007年 - picnic （GALLERY MoMo / 東京・六本木）
- 2007年 - picnic picnic （第一生命ギャラリー / 東京・有楽町）
- 2008年 - peace （GALLERY MoMo / 東京・六本木）
- 2008年 - フェイバリット！ （高橋コレクション白金 / 東京・白金）
- 2009年 - life （GALLERY MoMo Ryogoku / 東京・両国）
- 2009年 - life @ 第一生命ギャラリー （第一生命ギャラリー / 東京・有楽町）

### 展覧会・グループ展
- 2001年 - 第6回 昭和シェル石油現代美術賞展 （目黒区美術館区民ギャラリー） 「眼のある風景」で、本江邦夫審査員賞受賞
- 2001年 - eyes （多摩美術大学絵画棟ホール / 東京・八王子）
- 2003年 - VOCA 2003 （上野の森美術館 / 東京・上野） 「キミドリの部屋」で、VOCA奨励賞受賞
- 2003年 - FIELD OF NOW / 形象改革 （洋協アートホール / 東京・銀座）
- 2003年 - NICAF 2003 Tokyo （東京国際フォーラム / 東京・有楽町）
- 2004年 - 日常の変貌 （群馬県立近代美術館 / 群馬・高崎）
- 2004年 - 四批評の交差－いま、現代美術を問う （多摩美術大学美術館 / 東京・多摩センター）
- 2004年 - 現代美術50年！ 戦後前衛 vs 21世紀アーティスト （不忍画廊 / 東京・八重洲）
- 2004年 - 日本現代美術特別展 （KIAF 2004 韓国国際アートフェア / 韓国・ソウル）
- 2004年 - Bunkamura Art Show 2004 LANDING （Bunkamura Gallery / 東京渋谷）
- 2004年 - VOCA 1994 - 2003 10年の受賞作品展 （大原美術館 / 岡山・倉敷）
- 2005年 - 第一生命ギャラリー所蔵作品展 （第一生命ギャラリー / 東京・有楽町）
- 2005年 - ふなばし現代美術交流展 '05物語が生まれる所 （船橋市民ギャラリー / 千葉・船橋）
- 2005-06年 - 絵画の行方 （府中市美術館 / 東京・府中）
- 2006年 - 3 COLORS 呉亜沙X大谷有花X會田千夏 （不忍画廊 / 東京・八重洲）
- 2006年 - VOCA展に映し出された現代 （宇都宮美術館 / 栃木・宇都宮）
- 2006年 - Bunkamura Art Show 2006 （Bunkamura Gallery / 東京・渋谷）
- 2007年 - 大谷有花X川田祐子 2人展 （相模原市民ギャラリー / 神奈川県・相模原市）
- 2007-08年 - Opening up New Horizons : Japanese Contemporary Painting （PYO BEIJING / 中国・北京）
- 2008年 - GALLERY MoMo Ryogoku Opening Exhibition （GALLERY MoMo / 東京・両国）
- 2008年 - 東京コンテンポラリーアートフェア TCAF 2008 （東京美術倶楽部 / 東京・新橋）
- 2009-10年 - 美の予感2010 －新たなる平面のカオスへ－ （高島屋 美術画廊 / 高島屋6店舗巡回）